# Flip Flink
Flip Flink (oorspronkelijk Marc Dacier) is een stripreeks over de gelijknamige stripfiguur. De serie is geschreven door Jean-Michel Charlier en getekend door Eddy Paape en wordt uitgegeven door Dupuis.

## Publicatiegeschiedenis
De reeks verscheen voor het eerst in Robbedoes en Spirou op 31 juli 1958. De laatste publicatie was op 9 november 1967. De eerste zes verhalen werden in albumvorm uitgebracht. Maar uitgeverij Dupuis gaf te kennen niet meer achter de reeks te staan vanwege tegenvallende verkoop van de albums; Bij de lezers van Robbedoes was Flip Flink maar matig populair. Dit leidde tot een verslechtering van de verhouding tussen Paape en uitgeverij Dupuis. Het laatste album De 7 steden van Cibola verscheen in 1963. De daaropvolgende verhalen werden niet meer in albumvorm uitgebracht en verschenen uitsluitend nog in Robbedoes en Spirou. Paape zelf was voorheen al misnoegd in Dupuis omdat die geen promotie maakte voor de reeks. Hij besliste uiteindelijk om de reeks na 13 verhalen te stoppen. Het laatste verhaal De spooktrein verscheen in Robbedoes in 1967. Daarna ruilde Paape het stripblad Robbedoes in voor concurrent Kuifje. Daar tekende hij de sciencefictionstrip Luc Orient die vanaf 17 januari 1967 werd gepubliceerd in Kuifje.
De verhalen 7 t/m 13 verschenen uiteindelijk tussen 1975 en 1978 in albumvorm bij de Franse uitgeverij Editions Michel Deligne, Franstalig en met pagina's in zwart/wit; ook de verhalen 1 t/m 6 verschenen in deze serie.
Een Nederlandstalige uitgave kwam in de jaren tachtig; Tussen 1980 en 1982 werden alle dertien verhalen in albumvorm uitgebracht bij uitgeverij Dupuis, Nederlandstalig en in kleur.
In de jaren negentig leek er sprake te zijn van een comeback met Patrick Cothias als scenarist. Paape begon het verhaal in 1993, maar gaf er de brui aan na drie platen.

## Inhoud
Flip Flink is een reporter die de wereld rondtrekt in opdracht van zijn krant, het dagblad "Tempo" in Brussel. Aan het begin van de reeks is hij is een soort antiheld; een jonge kerel van een jaar of 18, gekleed in hemd en jeansbroek. Maar gedurende de verhalenreeks wordt hij geleidelijk aan ouder en bij het 11e verhaal Mensenjacht is hij inmiddels een volwassen man geworden.
Flip Flink is gebaseerd op drie elementen: Expo 58, Les Cinq Sous de Lavarède (Met een kwartje de wereld rond) van Paul d'Ivoi en journalist Alain de Prelle. Die laatste was een vriend van Paape en zijn familie. Hij vertrok op reportage voor Le Moustique enkel gewapend met een biljet van 1.000 Belgische Frank.

Patrick Gaumer schreef in The World Dictionary of Comics dat Flip Flink een van de beste Belgische strips blijft uit de gouden jaren van Robbedoes / Spirou.

## Verhalen in Robbedoes
| titel                         | aantal pagina's | jaar        | publicatie in Robbedoes & Spirou | originele titel                 |
| ----------------------------- | --------------- | ----------- | -------------------------------- | ------------------------------- |
| Als reporter de wereld rond   | 44              | 1958 - 1959 | nr. 1059 t/m 1081                | Aventures autour du monde       |
| Koers naar het Oosten         | 44              | 1959        | nr. 1085 t/m 1116                | A la poursuite du soleil        |
| In de nieuwe wereld           | 44              | 1959 - 1960 | nr. 1118 t/m 1140                | Au-dela du pacifique            |
| De geheimen van de Koraalzee  | 44              | 1960        | nr. 1151 t/m 1174                | Les secrets de la mer de corail |
| De dood loert onder water     | 44              | 1960 - 1961 | nr. 1183 t/m 1207                | La péril guette sous la mer     |
| De 7 steden van Cibola        | 44              | 1961 - 1962 | nr. 1230 t/m 1251                | Les 7 Cités de Cibola           |
| De zwarte hand                | 44              | 1962 - 1963 | nr. 1277 t/m 1298                | La maine noire                  |
| Het monster van de Andes      | 44              | 1963        | nr. 1299 t/m 1320                | L' abonimable homme des Andes   |
| Het rijk van de zon           | 44              | 1963 - 1964 | nr. 1323 t/m 1344                | L' empire du soleil             |
| De vliegende slavenhandelaars | 44              | 1964        | nr. 1349 t/m 1370                | Les négriers du ciel            |
| Mensenjacht                   | 44              | 1964 - 1965 | nr. 1385 t/m 1406                | Chasse a l'homme                |
| Het goud van de "Oostenwind"  | 44              | 1965 - 1966 | nr. 1423 t/m 1451                | L'or du "Vent d'Est"            |
| De spooktrein                 | 44              | 1967        | nr. 1522 t/m 1543                | Le train fantome                |

## Albums
- In de jaren zestig verschenen zes verhalen in albumvorm:

1. 1960 - Als reporter de wereld rond
2. 1961 - Koers naar het oosten
3. 1961 - In de nieuwe wereld
4. 1962 - De geheimen van de Koraalzee
5. 1962 - De dood loert onder water
6. 1963 - De 7 steden van Cibola

Tussen 1980 en 1982 verscheen een  herdruk van bovenstaande albums en werden alle andere verhalen nu ook in albumvorm uitgebracht.
1. Als reporter de wereld rond (1980)
2. Koers naar het oosten (1980)
3. In de nieuwe wereld (1980)
4. De geheimen van de koraalzee (1980)
5. De zwarte hand (1980)
6. Het monster van de Andes (1980)
7. Het rijk van de zon {1981)
8. De dood loert onder water (1981)
9. De 7 steden van Cibola (1981)
10. De vliegende slavenhandelaars (1981)
11. Mensenjacht (1982)
12. Het goud van de "Oostenwind" (1982)
13. De spooktrein (1982)